# Rotnei Clarke
Pour les articles homonymes, voir Clarke.
Rotnei Clarke, né le 20 juillet 1989 dans l'État d'Oklahoma, est un joueur américain de basket-ball.